# 拉桑蒂内勒
拉桑蒂内勒（法語：La Sentinelle，法語發音：[la sɑ̃tinɛl]）是法国上法兰西大区北部省的一个市镇，位于该省东部，属于瓦朗谢讷区。

## 地理
拉桑蒂内勒（50°20'58"N, 3°29'17"E）面积3.89 平方千米，位于法国上法蘭西大區北部省，该省份为法国最北部的省份及最长的省份，西北濒北海，西接加来海峡省，南至埃纳省和索姆省，东与比利时接壤。
与拉桑蒂内勒接壤的市镇（或旧市镇、城区）包括：珀蒂特福雷、欧布里迪埃诺、埃兰、普鲁维、特里特圣莱热、瓦朗謝訥。

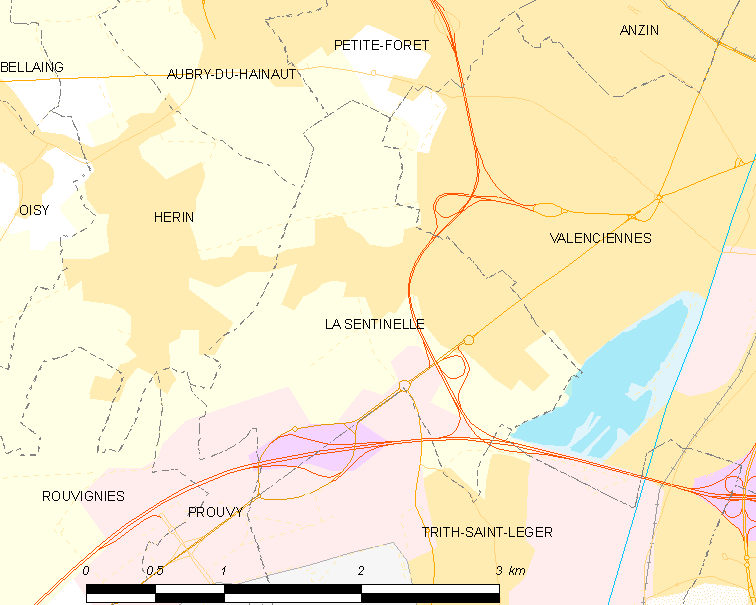
拉桑蒂内勒的OSM定位图

拉桑蒂内勒的时区为UTC+01:00、UTC+02:00（夏令时）。

## 行政
拉桑蒂内勒的邮政编码为59174，INSEE市镇编码为59564。

## 政治
拉桑蒂内勒所属的省级选区为欧努瓦莱瓦朗谢讷县。

## 人口

1962-2008年间拉桑蒂内勒人口变化图示

拉桑蒂内勒于2022年1月1日时的人口数量为3140人。